# Дудинка (приток Енисея)
Дуди́нка — река в Таймырском Долгано-Ненецком районе Красноярского края России. Относительно небольшой правый приток Енисея. Длина составляет 200 км, площадь водосбора — 5970.
В устье реки расположен одноимённый город Дудинка, который был назван по имени реки и является сегодня крупным портом. Ближайший крупный населённый пункт — город Норильск.
Устье реки находится в 401 км от устья Енисея.
Через реку расположена паромная переправа, соединяющая город с вертолётной площадкой, зимой сообщение осуществляется по льду. На реке находится речной терминал Международного морского порта Дудинка.

## Притоки
Притоки по порядку от устья к истоку:
- 6 км: ручей Ямный (пр)
- 11 км: река Косая (пр)
- 25 км: река Грязная (лв)
- 30 км: река без названия
- 32 км: река без названия
- 38 км: река без названия
- 55 км: река без названия
- 58 км: река без названия
- 62 км: река без названия
- 63 км: река Южный Ергаллах (пр)
- 66 км: река без названия
- 120 км: река без названия
- 123 км: река без названия
- 140 км: река Чибичете (пр)
- 145 км: река без названия
- 156 км: река без названия
- 159 км: река без названия
- 161 км: река без названия
- 162 км: река Дальдекан (пр)
- 172 км: река без названия
- 178 км: река без названия